# J. Cole
Jermaine Lamar Cole (Frankfurt na Majni, Njemačka, 28. siječnja 1985.), bolje poznat samo kao J. Cole, američki je reper, pjevač, tekstopisac i glazbeni producent iz Fayettevillea, Sjeverne Karoline, Sjedinjenih Američkih Država. Glazbenu karijeru započeo je 2007. godine kada je u svibnju te godine objavio prvi miksani album The Come Up. Dvije godine kasnije potpisao je ugovor s diskografskom kućom Roc Nation i objavio drugi miksani album The Warm Up. Svoj treći miksani album Friday Night Lights objavio je krajem 2010. godine. U rujnu 2011. godine objavio je debitantski studijski album Cole World: The Sideline Story, koji je na top-ljestvici Billboard 200 debitirao na prvom mjestu. Album je u prvom tjednu prodan u 217.000 primjeraka te su s njega bila objavljena i tri singla: "Work Out", "Can't Get Enough" i "Nobody's Perfect".

## Biografija

### Raniji život i početci karijere
J. Cole je rođen kao Jermaine Lamar Cole, 28. siječnja 1985. godine u Frankfurtu na Majni, Njemačkoj. Otac mu je služio u američkoj vojsci. Već s osam mjeseci se preselio u Fayetteville, Sjevernu Karolinu gdje ga je odgajala majka, ujak i rođak. Cole je pohađao srednju školu Terry Sanford gdje je i maturirao 2003. godine. Nakon toga je otišao u New York City pohađati sveučilište St. John gdje je studirao komunikacije i poslovanje. Diplomirao je na razini magna cum laude.
J. Cole je počeo repati s trinaest godina kada ga je rođak naučio osnove slaganja rime i igre riječi. Uzori su mu bili Canibus, Tupac Shakur i Eminem, te je Cole počeo razvijati ljubav kao glavnu temu u svojim pjesmama. Dvije godine kasnije, s petnaest godina već je imao bilježnice pune tekstova. Nakon toga majka mu je kupila ritam mašinu Roland TR-808 na kojoj je sam skladao glazbu. Sa sedamnaest godina je objavljivao pjesme po raznim internetskim forumima pod pseudonimom "Therapist".

## Diskografija

### Studijski albumi
- Cole World: The Sideline Story (2011.)
- Born Sinner (2013.)
- 2014 Forest Hills Drive (2014.)
- 4 Your Eyez Only (2016.)
- KOD (2018.)
- The Off-Season (2021)

### Miksani albumi
- The Come Up (2007.)
- The Warm Up (2009.)
- Friday Night Lights (2010.)

## Nagrade i nominacije

### Nagrada Grammy
J. Cole je u svojoj karijeri jedan put bio nominiran za nagradu Grammy, 2012. godine u kategoriji za najboljeg novog izvođača (Best New Artist).
| Godina | Nominirano djelo | Nagrada                                 | Rezultat   |
| ------ | ---------------- | --------------------------------------- | ---------- |
| 2012.  | J. Cole          | Najbolji novi izvođač (Best New Artist) | nominacija |